# Dougal Drysdale
David Dougal Drysdale (nacido en Escocia, Reino Unido) es Profesor Emérito de ingeniería de protección contra incendios y miembro de BRE Centre for Fire Safety Engineering.
Drysdale es una de las autoridades internacionales en Seguridad Contra Incendios y es el autor de manual de referencia en este campo, An Introduction to Fire Dynamics ( 1ª Ed, 1985; 2ª Ed, 1998; 3ª Ed, 2011 ). Ha ejercido la enseñanza y la investigación en el área de la dinámica de incendios publicando más de cien artículos científicos sobre el tema.
Sus campos de investigación incluyen las características de ignición y el desarrollo del fuego en materiales combustibles, la producción de humos en incendios, la propagación y la dinámica de incendios, problemas de dinámicas no lineales en referencia a la simulación computacional de incendios, la aplicación de simulaciones computacionales de dinámica de fluidos a la propagación de la llama, supresión y extinción de incendios y el comportamiento de estructuras de acero ante la exposición al fuego.
Drysdale es miembro del equipo editorial de la tercera edición del Manual de Ingeniería de Protección Contra Incendios (SFPE) editado por la NFPA, así como Vicepresidente desde1994 hasta 2002 y Presidente desde 2002 hasta 2005 de la Asociación Internacional para la Protección Contra Incendios.  Ha sido editor jefe de Fire Safety Journal desde 1989 a 2009.  También es miembro de Royal Society of Edinburgh, el Instituto de Ingeniería del Fuego y de Sociedad de Ingenieros de Protección Contra Incendios.
Su trabajo ha sido reconocido por varios premios incluyendo "Hombre del Año" en 1983, la Medalla Arthur B. Guise en 1985 otorgada por la , la medalla Kawagoe de la Asociación Internacional para la Ciencia de Protección contra Incendios en 2002, la medalla Rasbash por la IFE/ECD en 2005 y el premio Peter Lund en 2009 otorgado por la Sociedad de Ingenieros de Protección Contra Incendios.
Ha participado en numerosas investigaciones oficiales, incluyendo el incendio de la estación de metro de King's Cross (Londres,1987), la explosión e incendio de Piper Alpha (Mar del Norte, 1988), el incendio del edificio (Hong Kong, 1996). También es miembro de la Mesa Independiente de Investigación de la explosión de Buncefield (2005).